# Kimi No Shiranai Monogatari
"Kimi no Shiranai Monogatari" (君の知らない物語) (La Historia Que No Conoces) es una canción J-Pop escrita por Ryo de la banda japonesa Supercell. Fue lanzado el 21 de agosto del 2009 y fue el primer sencillo de la banda que no uso al sintetizador de voz Hatsune Miku. El sencillo se usó como canción de cierre para el anime Bakemonogatari, además cuenta con cuatro canciones aparte del sencillo, en las que se incluyen la versión de TV y la versión instrumental.

## Información
Todas las canciones que contiene el sencillo fueron escritas por Ryo. Además en esta canción no se usa al sintetizador de voz Hatsune Miku, sino a Nagi Yanagi como vocalista. Este sencillo es el segundo del álbum Today Is a Beautiful Day.

## Lista de Tracks
Todas las canciones escritas y compuestas por Ryo. 
| N.º | Título                                       | Duración |  |
| 1.  | «Kimi no Shiranai Monogatari»                | 5:40     |  |
| 2.  | «Love & Roll»                                | 4:53     |  |
| 3.  | «Theme of 'Cencoroll'»                       | 1:24     |  |
| 4.  | «Kimi no Shiranai Monogatari (TV Edit)»      | 1:29     |  |
| 5.  | «Kimi no Shiranai Monogatari (Instrumental)» | 5:40     |  |

- Datos: Q1131046